# Gloxinella
Gloxinella é um género botânico pertencente à família Gesneriaceae.